# Az erdélyi magyar sajtó története
Az erdélyi magyar sajtó története az Erdélyi Magyar Hírvivő megjelenésével kezdődik 1790 áprilisában. A lapot id. Martin Hochmeister alapította Nagyszebenben, szerkesztői Fábián Dániel és Cserei Elek voltak. Szellemében a nemzeti kultúra felvirágoztatásáért szállt síkra, és a nemesi olvasóközönség körében Erdély határain kívül is figyelmet keltett. A kiadvány azonban nem volt hosszú életű: Kolozsvárra való költözése (1790. dec. 16.) után már csak néhány száma jelent meg.

## Az első világháború előtt
Az arisztokrácia ellenállása és a francia forradalom következményei miatt több mint harminc éven keresztül magyar hírlap nem kapott engedélyt Erdélyben. Mivel a folyóiratok ellenőrzése enyhébb volt, Döbrentei Gábor 1814-ben Kolozsváron elindíthatta az Erdélyi Múzeum c. folyóiratot, amely négyéves fennállása alatt igényes irodalmi és tudományos cikkekekn kívül népszerűsítő és publicisztikai írásokat is közölt. A Kolozsváron indult Hazai, majd Erdélyi Híradó (1827–1848) jelentős szerepet játszott a reformeszmék elterjedésében, az 1848-as forradalom eszmei előkészítésében, a szintén kolozsvári Múlt és Jelen (1841–1848) konzervativizmusának ellensúlyozásában. Méhes Sámuel lapja mellett jelentős a Brassai Sámuel szerkesztette Vasárnapi Újság (1834–48) is, amely szándéka szerint „közhasznú ismereteket terjesztő” olcsó hetilap volt, valójában a reformkor progresszív eszméinek gyakorlati (társadalmi, gazdasági, tudományos) összefüggései felé nyitotta az olvasóegyletek révén akkor már egyre nagyobb számú erdélyi közönség figyelmét. A forradalom és szabadságharc ideje alatt – a hadieseményekkel is összefüggésben – több rövid életű lap látott napvilágot (Kolozsváron a Honvéd, az Ellenőr és a Kolozsvári Híradó, Csíksomlyón a Hadilap és a Csíki Gyutacs, a Brassói Lap, valamint Kézdivásárhelyen a Székely Hírmondó).
A forradalmi lapok közül a Honvéd töltötte be leginkább feladatát, mivel a haditudósítások mellett síkraszállt a társadalmi, politikai és gazdasági problémák megoldásáért is. Az erdélyi sajtóélet igazából a Bach-korszak végén, majd a kiegyezés időszakában pezsdült meg, az akkor már Erdély központjának tekintett Kolozsváron, valamint Temesváron, Aradon és Nagyváradon, ahol a gyors polgárosodás ezt nemcsak lehetővé tette, de igényelte is. A Kolozsvári Közlöny (1856–73), a Kolozsvári Magyar Futár (1856–59), a temesvári Delejtű (1858) és Temesi Lapok (1872-től), az aradi Alföld (1861–97) és Aradi Híradó (1868-tól), a nagyváradi Bihar (1862-től), majd a Nagyvárad (1870–1944), ill. a Nagyváradi Lapok (1867–70) már ennek a sajtónak a politikai rétegződését is jelzi: a kiegyezés előkészítésében kiemelkedő szerepet vállaló Deák-párt és a Tisza-féle balközép, illetve a pártszempontok között kiegyenlítést kereső s a helyi társadalom érdekeihez kötődő sajtó igényét. Kolozsváron 1861-ben jelent meg, és napjainkig fennmaradt az unitárius szellemiséget képviselő, Kriza János alapította Keresztény Magvető. A Kárpátokon túl politikai menedéket találó 1848-as emigránsok kezdeményezésére Bukarestben is jelenik meg magyar nyelvű lap, a Bukuresti Magyar Közlöny (1860–61).
Az 1867-es kiegyezést követő korszak az erdélyi magyar sajtó további fellendülését mutatja: a század végére szinte nincs olyan vidék, amelynek ne lenne saját lapja. Nagyváradon újraindul az 1863-ban megszűnt Bihar, megjelenik a Nagyváradi Lapok (1867–70), majd 1870-ben a Nagyvárad. Kolozsváron jelentős szerepet tölt be az 1871-ben induló Deák-párti Kelet, a balközép Magyar Polgár (1867) és az Újság (1898). Marosvásárhelyen jelenik meg a Székely Hírlap című „politikai és vegyes tartalmú közlöny” (1869–74), a Kerekes Sámuel által szerkesztett Marosvidék (1877–96) és a Közérdek című társadalmi napilap (1889–1906). Az aradi sajtó jelentős képviselői az 1880-ban induló Arad és Vidéke és az öt évvel később megjelenő Aradi Közlöny. Szatmárnémetiben Bihari Péter alapít társadalmi hetilapot Szamos címmel (1869), Temesváron pedig 1872-ben megjelenik az első politikai napilap, a Temesi Lapok.

## Magyar sajtó a két világháború között
A két világháború közötti „első kisebbségi korszakban” is jelentős szerepet vállaló lapok közül megemlítendő az 1878-ban indult Nagyváradi Napló és a Bartha Miklós szerkesztette, 1880-tól Kolozsvárt megjelenő Függetlenségi párti Ellenzék, valamint az 1896-tól megjelenő Brassói Lapok és az 1903-ban indult Temesvári Hírlap.
Az 1918-as történelmi változás után a Romániához csatolt Erdély, Bánság és Partium területén összesen 101 időszaki sajtótermék folytatja háború előtti megjelenését. Új napilap a Szomory Oszkár, majd Franyó Zoltán szerkesztette Aradi Friss Újság (1919–40), a romániai KISZ lapja, az Ifjúmunkás (1922), az Esti Újság (1925–38) és a Reggel (1930–37), a temesvári Déli Hírlap (Vuchetich Endre lapja, amely 1925-ben indult, s a bécsi döntést követő dél-erdélyi időkben az országrész egyedüli magyar nyelvű napilapja volt) és a Franyó Zoltán szerkesztette 5 Órai Újság (1931–40), a Marton Manó szerkesztette Nagyváradi Esti Lap (1919–44), s mellettük olyan, rövidebb életű, de az egyes erdélyi városok sajtóválasztékát mindenképpen gazdagító lapok, mint amilyen a Paál Árpád szerkesztette kolozsvári (Az) Újság (1898–1927), Jóestét (1932–40), vagy az Olajos Domokos szerkesztésében megjelent radikális nemzeti Magyar Újság (1933–44), a Mai Világ (1927–44), a marosvásárhelyi Ma (1925–33), Marosvidék (1933–41) és Reggeli Újság (1931–43), Nagyváradon a Paál Árpád szerkesztésében megjelenő, katolikus világnézetű Erdélyi Lapok (1932–44) és az Erdélyi Magyarság (1932–40), a szatmári Friss Újság (1922–39) és a nagyszalontai Újság (1929–40). Ebben az időszakban különben a Brassói Lapok kiadásában a román fővárosban is megjelenik magyar lap, a Bukaresti Lapok (1932–36).
Még szélesebb a választék, ha az említett városokban kiadott közéleti hetilapokat tekintjük át. Ebben a vonatkozásban említésre méltó a Kolozsváron szerkesztett „zsidó politikai heti szemle”, az Új Kelet, az aradi Rendkívüli Újság (1930–40) és a szatirikus Füles Bagoly (1890–1937), a kolozsvári Erdélyi Futár (1927–40), a szociáldemokrata Erdélyi Munkás (1909–39), a Ligeti Ernő szerkesztette liberális Független Újság (1934–40), Gara Ákos élclapja, a Garabonciás (1924–40), a *Gyallay Domokos szerkesztette konzervatív *szemléletű *Magyar Nép (1921–44); Marosvásárhelyről az 1912-ben indult Ellenzék (megszűnt 1940-ben), a Hétfői Hírek (1921–31), a Hétfői Napló (1924–34), a Sport–Riport (1936–40), a Morvay Zoltán szerkesztette Tükör (1912–25), a Bánságban a Temesvári Futár (1934–40) és a Temesvári Híradó (1934–40).
A két világháború között Kolozsvár emelkedik sajtóközponttá (összesen 457 lapcímmel), őt követi Temesvár (214), Nagyvárad (147), Arad (126), Marosvásárhely (93), Szatmárnémeti (84), Bukarest (76), Brassó (68), Nagykároly (21) és Székelyudvarhely (20). Az új lapalapítások száma 1920-ban 39, 1921-ben pedig 68, ami a sajtó folyamatos gyarapodását, egyben szakterület és jelleg szerinti további rétegződését is mutatja. A magyar nyelvű lapok száma ezzel 1922-ben összesen 235-re, 1935-ben pedig 339-re emelkedett. Erre az évre esik a kisebbségi magyar sajtó rendszerének kiépülése és megszilárdulása. Utána azonban visszaesés következik; ehhez a gazdasági tényezőkön kívül hozzájárult az 1938-ban életbe léptetett sajtótörvény, melynek következtében egyszerre 53 lap volt kénytelen beszüntetni tevékenységét.
A húszas–harmincas években megjelenő lapok közül megemlítünk három tőkeerős vállalkozást, amelyek döntő módon hozzájárultak a közvélemény alakításához és a tájékoztatáshoz: az 1918 decemberében indult Keleti Újság, amely 1924-ig tartó első szakaszában a polgári radikalizmus eszmeiségét, Napkelet címmel kiadott irodalmi folyóiratával egy Nyugat felé nyitott, Ady Endre örökségét vállaló irodalomszemléletet képviselt. Később az Országos Magyar Párt (OMP) tulajdonába kerül, s annak hivatalos orgánuma lesz. Az Ellenzék 1919-től (alcímének jelzése szerint) „független politikai napilap”, az ellenkező utat járja meg: első éveiben vállalja az Országos Magyar Párt irányvonalát, s később válik a magyar-párti politikát is bíráló, szabadabb elvű sajtószervvé.
A Brassói Lapok élére 1929-től a Paál Árpád szerkesztette Újságtól indult Kacsó Sándor kerül, s itt folytatódik – és radikalizálódik – annak korszerűbb, demokratikus szellemisége. Itt jut fórumhoz a Benedek Elek mögé annak idején felzárkózott „székely írók”, köztük Tamási Áron és Szentimrei Jenő közéleti publicisztikája. Az irodalmi lapok közül az első világháború előtti időszakból fennmaradt az Aradi Élet (1910–40), a szintén Aradon megjelenő Délvidék/Aradi Színpad (1909–40), a kolozsvári Színház és Társaság (1916–27), azonban ezek inkább alkalmi periodikáknak tekinthetők. Az S. Nagy László szerkesztette kolozsvári Erdélyi Szemle (1914–44) is elsősorban annyiban jelentős, hogy belőle születik a két világháború közötti idők egyik legnépszerűbb s mérsékelt konzervativizmusa ellenére meghatározó folyóirata, a Reményik Sándor által fémjelzett Pásztortűz (1921–44).
Az első világháború utáni első években jönnek létre a bontakozó erdélyi irodalom – bár rövid életű, de jelentős – fórumai: Nagyváradon a Magyar Szó (1919–20) és a Tavasz (1919–20), az előbbi Tabéry Géza, az utóbbi Zsolt Béla szerkesztésében, Marosvásárhelyen az Osvát Kálmán szerkesztette Zord Idő (1919–21), Kolozsváron a Napkelet (1920–22, szerkesztői Kádár Imre és Ligeti Ernő), majd a Vasárnap és a Vasárnapi Újság (1921–25). Az 1920-as évek második felére érnek be az idők az irodalmi élet konszolidálására, amikor a Marosvécsen 1926-ban egybetömörült írók már nem csak a Kuncz Aladár szerkesztette Ellenzék irodalmi profilját határozzák meg, hanem önálló folyóiratot indítanak, ugyancsak Kuncz szerkesztésében, az Erdélyi Helikont (1928–44), s amikor annak ellenlábasaként a Dienes László alapította, majd Gaál Gábor szerkesztette Korunk (1926–40) kezdi magához vonzani a baloldali világszemléletű írókat.
A Bánság kívül marad ezeken az írói táborokon. Ott Franyó Zoltán tesz kísérletet önálló irodalmi folyóirat indítására (Genius 1924; Új Genius 1925), majd Szántó György indítja az európai avantgárdhoz erősen kötődő Periszkopot (1925–26), de ezek megmaradnak fontos, bár rövid életű próbálkozásoknak; egyébként a transzilvanizmust meghirdetőkkel szembenálló bánsági írók saját fórum híján főleg a temesvári sajtóban hallatják – kritikai – hangjukat. Az 1930-as évektől aztán tovább bővül az egy ideig kétpólusú irodalmi élet: Kolozsváron megindul a fiatal nemzedék népi-nemzeti elkötelezettségű csoportja által szerkesztett Erdélyi Fiatalok (1930–40), majd jelentkezik egy második, erőteljesen társadalomtudományi érdeklődésű s Széchenyi realista társadalomlátásához nem csak szellemében, de lapja címével is visszautaló csoport, a Hitel (1935–44) körül. Végül, már a bécsi döntés után, Észak-Erdélyben egységes fellépéssel hívja fel magára a figyelmet a Termés (1942–44) csoportja, amelynek fiataljaival főleg majd a második világháborút követő évtizedekben találkozunk.
Az erdélyi magyar tudományosság közlési lehetőségei, a szakszerű tudományművelés intézményes feltételei a kolozsvári magyar egyetem megszűnésével igencsak korlátozódtak. Kimondottan tudományos folyóirat az Erdélyi Múzeum-Egyesület kiadásában újraindított Erdélyi Múzeum volt, amely negyedévenként összevontan kiadott számaiban közölte az irodalom-, a nyelv- és történettudomány, a bölcselet- és neveléstudomány körébe tartozó tudományos dolgozatokat.
Külön kell említést tennünk egy egyedülálló vállalkozásról, a Magyar Kisebbség című „nemzetpolitikai szemlé”-ről, amelyet Jakabffy Elemér húsz éven át (1922–42) szerkesztett Lugoson, és amelyben rendszeresen és módszeresen foglalkozott a romániai magyarság kisebbségi helyzetének problémáival. A szövetkezeti mozgalom fejlettségét jelzi, hogy két lapja is volt: a Nagyenyeden megjelenő Szövetkezés (1925–46) és a kolozsvári Szövetkezeti Értesítő (1933–48), az előbbi Gazda Kálmán, az utóbbi Petrovay Tibor szerkesztésében. A munkásmozgalmi, szocialista eszméket terjesztő sajtókiadványok közé sorolható a Kolozsvárt megjelentetett Jövő Társadalma (1925–30) és az Erdélyi Munkás (1919–20), a *nagyváradi Tömegkultúra (1931), a temesvári Népakarat (1919), a brassói Előre (1919–20), az 1930-as években Kolozsváron kiadott Falvak Népe (1932–33) és Erdélyi Magyar Szó (1939–40).
A két háború közötti sajtót számba véve, a szaklapokét is meghaladó volt az egyházi és vallásos lapok aránya: 15,08%. Ezek közül (lásd a lutheránus egyházi irodalom Erdélyben, református egyházi irodalom Erdélyben, római katolikus egyházi irodalom Erdélyben, unitárius egyházi irodalom és az újprotestáns felekezetek irodalma szócikkeket is) néhány még a háború előtt indult, s olykor több évtizedes hagyományra tekinthetett vissza: az unitárius Keresztény Magvető 1864 óta, az Unitárius Közlöny 1889 óta, a Katholikus Világ 1898–1946 között, a katolikus Hírnök 1900–44 között, a Református Szemle 1900 óta, a Székelyudvarhelyen kiadott Unitárius Szószék 1906–48 között, a székelykeresztúri Unitárius Egyház 1906–40 között, a szatmárnémeti református Egyházi Híradó 1909–42 között jelent meg.
A történelmi egyházak 1918 után egyaránt arra törekedtek, hogy a korábbi évtizedekből áthozott folyóirataik választékát a kényszerű önállóság körülményeinek megfelelően kibővítsék. Mind a katolikus és a református, mind az unitárius és evangélikus egyházak újakat alapítottak. A katolikus lapok közé tartozik a Szatmárnémetiben megjelent Katholikus Élet (1921–31) és a Hildegárda (1929–44), az aradi A Nap (1920–38) című szociális missziós társulati lap, a Temesváron kiadott Katholikus Munkáslap (1931–39), a Kolozsváron megjelenő Szent Kereszt (1926–43) és a bukaresti Katholikus Tudósító. Az erdélyi Ferences Rendtartománynak két folyóirata is indul: Déván a Ferences Nemzedék (1929–37), Kolozsváron pedig az Erdélyi Ferencesek Útja (1930–36).
Annak jeléül, hogy az egyházak milyen fontosnak tartották az ifjúság lelki nevelését, három katolikus lapot is említhetünk: a Kolozsváron indított Erdélyi Magyar Lányokat (1920–27) és a Jóbarátot (1925–40), valamint a Szatmárnémetiben kiadott Szívgárdistát (1923–36). A nevelésnek és iskolaügynek külön szakfolyóirata is jelenik meg a római katolikus egyház felügyelete alatt: az Erdélyi Iskola (1933–44), amelynek szerkesztésében püspökké választásáig Márton Áron játszik fontos szerepet. A református egyház a hívek közösségének minden rétegéhez igyekezett eljutni sajátos profilú réteglapokkal, amelyek közül a legfontosabbak: A Református Család (Kolozsvár, 1929–44), a Református Jövő (képes néplap, Nagyvárad, 1933–41), Én Kicsinyeim (Kolozsvár, 1924–44), Ifjú Erdély (uo. 1923–44); a lelkipásztor-továbbképzést szolgáló, Zilahon Kádár Géza szerkesztette Lelkipásztor (1921–40), a címét időközben Kiáltó Szóra változtató Kálvinista Világ (Kolozsvár, 1927–44), Az Út (1919–44) és a Vasárnapi Iskola (később, bővített címmel Vasárnapi Iskolai Vezetők Lapja, amely 1927–38 között Kolozsváron, majd 1942-ig Nagyenyeden, Dél-Erdélyben jelent meg). Az unitárius egyház a bukaresti szórványban megerősödött egyházi munka jeleként szintén indított a fővárosban lapot (Unitárius Hírnök, 1933–38), emellett gyülekezeti lapja jelent meg Kolozsváron (Unitárius Tudósító, 1930-31), Brassóban (Unitárius Egyházi Híradó, 1930–40) s ifjúsági lapja is Kévekötés címmel (1926–36). A magyar evangélikus egyház lapjai mind az első világháború után indultak: elsőnek Hosszúfaluban az Evangélikus Néplap (1921–31), majd annak megszűnte után Bácsfaluban az Evangélikus Élet (1933–42). Az egyházi élet fellendülésének jele, hogy 1933-ban Bukarestben is sikerül lapot indítaniuk, az Evangélikus Harangszót, amely 1937-ig jelent meg.
1940 őszétől kétfelé válik az erdélyi magyar sajtó története. Erdély déli része magyar sajtójának sorsát Antonescu marsall Romániájában a háború és a diktatúra sajtóját is meghatározó körülmények alakították. A korábbi magyar lapok legnagyobb része azonnal vagy néhány hónap leforgása alatt megszűnik: legelőször a dévai Erdélyi Napló, aztán a Brassói Lapok (amelynek helyiségeit a Vasgárda lapja veszi át, s a laptulajdonost nyomdájának eladására is kényszerítik); október 9-én jelenik meg utoljára az Aradi Közlöny, karácsony előtt a tordai Aranyosvidék és a temesvári 6 Órai Újság, 1941 február–márciusában a tordai Aranyosszék, majd az Erdélyi Hírlap.
1942 szeptemberéig bírja a petrozsényi Napló, majd nem sokkal ezután bejelenti megszűnését Jakabffy Elemér folyóirata, a Lugoson szerkesztett Magyar Kisebbség is. Hasonló a sorsa olyan egyházi lapoknak, mint a bukaresti Katholikus Tudósító, a Brassóban kiadott unitárius Egyházi Híradó vagy a református Egyetértés, illetve az Nagyenyeden megjelentetett Református Egyházi Élet. Nem tartósak az új lapalapítási kísérletek sem: Franyó Zoltán 1940 szeptemberében Temesvárt indított napilapja, a Friss Hírek alig bírja másfél hónapig, a Szász István szerkesztésében ugyancsak Temesváron megjelenő Magyar Néplap 1942 októberéig; másfél évig tart ki a brassói római katolikus Egyházközségi Tudósító és a szintén brassói Unitárius Jövendő, s két évig a Bácsfaluban szerkesztett Evangélikus Élet. Az anyagi és politikai természetű nehézségek közepette alig néhány dél-erdélyi magyar sajtótermék tud végig fennmaradni: ilyen a Temesváron Vuchetich Endre, majd Olosz Lajos szerkesztette Déli Hírlap, amely a dél-erdélyi magyarság központinak tekinthető napilapja, a Romániai Magyar Népközösség (az egyetlen engedélyezett magyar kisebbségi szervezet) hivatalos lapja, s két szaklap: az 1940-ben 70. évfolyamába lépett Erdélyi Gazda és a Hangya Szövetkezeti Központ által kiadott Szövetkezés.

### 1918-1944 közti idő szakirodalmából
- György Lajos: A romániai magyar időszaki sajtó öt esztendeje. 1919–1923. Erdélyi Irodalmi Szemle 1924/7.
- Kuncz Aladár (szerk.): Újságíró Almanach 1927. Kolozsvár, 1927.
- Erdélyi és Bánáti Népkisebbségi Újságírószervezet. Évkönyv 1930. [Kolozsvár, 1930].
- Berey Géza: A transsylvan magyar sajtó lázgörbéje. Független Újság, 1936. szeptember 26.
- Berey Géza: A magyar újságírás Erdélyben (1919–1939). Szeged 1940.
- Kristóf György: Az erdélyi időszaki sajtó a kiegyezéstől a közhatalomváltozásig. 1867–1919. Budapest, 1938.
- Monoki István: Magyar időszaki sajtó a román uralom alatt (1919–1940). Budapest, 1941. Magyarország időszaki sajtójának könyvészete 7.
- Walter Gyula: 22 év a megszállás alatti magyar sajtóéletből. Erdélyi Szemle 1942/4.
- Kosáry Domokos – Németh G. Béla (szerk.): A magyar sajtó története. II/2. Budapest, 1985.
- Erőss Attila: Gondolatok a sajtóról. 200 éves a magyar újságírás. Marosvásárhely, 1996.
- Kuszálik Péter: Erdélyi hírlapok és folyóiratok (1940–1989). Budapest, 1996. Kisebbségi adattár VI.
- Cseke Péter: Metaforától az élet felé. Kisebbségi értelmiség – kisebbségi nyilvánosság. Bukarest–Kolozsvár, 1997.
- Dávid Gyula: Az erdélyi magyarság. Sajtó. 1918–1944. In: Bihari Zoltán (szerk.): Magyarok a világban. Kárpát-medence. Kézikönyv a Kárpát-medencében, Magyarország határain kívül élő magyarságról. Budapest, 2000. 363–368.
- Fleisz János: Az erdélyi magyar sajtó története (1890–1940). Pécs, 2005.

## Romániai magyar sajtó 1944-1989 közt

### 1944-1965 közt
A második világháború utáni időszakban a romániai sajtó fokozatosan került a berendezkedő kommunista hatalom irányítása alá. A sajtó ellenőrzése és a politikai hatalom megszilárdítása szoros kapcsolatban álltak egymással, és kölcsönhatásuk eredményeként fejlődött ki az 1950-es évek elejére meghonosodott sajtóirányítási rendszer. Az 1944. augusztusi román fegyverletétel után pár héttel elkezdődött Észak-Erdély katonai megszállása. A szovjetek azonban a román közigazgatást 1944. november 12-én kitiltják Észak-Erdélyből, ahol a politikai és sajtóélet is egy autonóm közigazgatás körülményei között alakul. Ugyanakkor Dél-Erdélyben szintén megindul a magyar sajtóélet. De már a hatalomváltás jele, hogy megszűnik a korábban megjelent lapok többsége, s helyettük főképp a baloldali pártok, illetve a hozzájuk csatlakozó Magyar Népi Szövetség (MNSZ) által kiadott magyar nyelvű lapok jelennek meg. Korlátozta a sajtó kibontakozását a háborúvégi anyagi helyzet is: az egyre jobban elszabaduló infláció, a papírhiány, a háború utolsó szakaszában megszűnt vagy megsemmisült nyomdák hiánya, valamint az is, hogy erőteljes politikai tisztogatás („purifikálás”) indult be a sajtó terén: az újságírótársadalomnak a korábbi hatalommal együttműködő – vagy ilyen együttműködéssel megvádolt – embereit eltiltják a közléstől, vagy álnév felvételére kényszerítik, esetenként bebörtönzik (sajtóperek).
A regionális sajtó rövid idő alatt a kommunista hatalom ellenőrzése alá került. Kolozsváron a szovjet csapatok október 10-i bevonulása után megszűntek a polgárság lapjai, az Ellenzék és a Keleti Magyar Újság.
Az első magyar nyelvű lapok a front átvonulását követték: 1944. szeptember 20-án indult meg Nagyszebenben a rövid életű Erdélyi Híradó, pár napra Kolozsvár elfoglalása után, 1944. október 18-án az „erdélyi magyar dolgozók lapja”, a Világosság, 1944. október 22-én Brassóban a Népi Egység, november 1-jén Temesváron a Szabad Szó, 4-én Marosvásárhelyen szintén Szabad Szó címmel jelent meg lap, 16-án Sepsiszentgyörgyön a Dolgozók Szava, Székelyudvarhelyen november 25-én a Szabadság; ezt követően Kolozsváron 1944. december 9-én a szociáldemokrata Erdély, amely a Szociáldemokrata Párt (SZDP) kolozsvári szervezetének hivatalos lapjaként 1948 februárjáig, a párt felszámolásáig jelent meg; december 23-án Máramarosszigeten a Máramarosi Nép, Nagybányán a Bányavidéki Világosság. Következő év március 8-án indul az RKP Észak-erdélyi Tartományi Bizottságának lapja, az Erdélyi Szikra című hetilap, ez két hónappal indulása után az Igazság nevet veszi fel, majd 1945 novemberében napilappá változik. Nagyváradon a frontátvonulás előtt megszűnt konzervatív-liberális Erdélyi Néplap helyében 1945. január 16-án jelenik meg az Új Élet című „demokratikus napilap”, 1945 szeptemberében a szociáldemokrata Népakarat, majd 1946 augusztusában az RKP tartományi hetilapja, a Fáklya. 1945. február 20-án Temesváron Sasi György próbálkozik egy második magyar nyelvű lappal, Bánáti Híradó címmel. Ugyanakkor a magyar lapok megszüntetése miatt számos korábban élénk magyar sajtóéletéről ismert erdélyi város hírlap nélkül marad, közöttük Csíkszereda, Dés, Déva, Nagyenyed, Torda, Gyergyószentmiklós és Szilágysomlyó.
Az 1944–1947 közötti időszak jellemző vonása, hogy az újonnan induló, független kiadványként jelentkező – de valójában többségükben az MNSZ vonzáskörébe tartozó – lapok rövid időn belül névlegesen is az MNSZ, egyes esetekben közvetlenül a kommunista párt helyi szervezeteinek tulajdonába kerülnek. A már említett Világosságon kívül számos politikai lap járja be ezt az utat. A marosvásárhelyi Szabad Szó előbb a dolgozók lapjaként jelenik meg, majd 1946 szeptemberében az MNSZ napilapjává válik. Később Népújság névvel folytatja pályafutását, 1951 áprilisától már az RMP kiadványa Előre név alatt, majd a Magyar Autonóm Tartomány létrejöttével 1952-ben Vörös Zászlóra változtatja nevét. A székelyudvarhelyi Szabadság a kommunisták vezette pártkoalíció, az Országos Demokrata Arcvonal lapjaként indul, egy évvel később az MNSZ, majd 1951-től az RMP Udvarhely rajoni kiadványa lesz.
Temesváron a Déli Hírlap helyét elfoglaló Szabad Szó fejlécében először még „politikai napilap” szerepel, később az MNSZ bánsági napilapjaként, majd 1951 februárjától az RMP Temesvár Tartományi Bizottságának lapjaként találkozunk vele. Aradon az 1945 áprilisában független demokratikus napilapként induló Jövő az RMP kiadványa lesz 1949 augusztusától, és másfél évvel később Vörös Lobogóra változtatja nevét. Aradon 1945 tavaszán a szociáldemokraták is kiadnak egy napilapot, Szabadság név alatt. A másik dél-erdélyi nagyvárosban, Brassóban szintén „politikai napilap”-ként induló Népi Egység 1947 februárjában válik hivatalosan MNSZ-orgánummá.
A sajtórendszer politikai alárendelésének lényeges eszköze volt a cenzúra intézményeinek megszervezése. Az ellenőrzést a szovjetek által irányított katonai cenzúra végezte 1946 januárjáig. Ezután jött létre a Tájékoztatási Minisztérium keretén belül a Sajtófőigazgatóság intézménye, amely majdnem három évtizedes működése során folyamatosan tökéletesítette szervezeti struktúráját, és a megyei, majd tartományi pártbizottságok sajtóosztályaival együttműködve kialakította a sajtócenzúra aktuális előírásait. A mechanizmus gyakorlatilag az összes Romániában megjelenő nyomtatványt szigorú előzetes és utólagos ellenőrzésnek vetette alá. A tisztogatások után megmaradt, politikailag elkötelezett újságírók jelenléte a magyar nyelvű kiadványok élén ugyanakkor lehetővé tette a belső, szerkesztőségi cenzúra alkalmazását.
A Vasile Luca által 1946-ban meghirdetett „elvtelen magyar egység” elleni harc jegyében az 1940-es évek végére az MNSZ kiadványai a pártállamot képviselő RMP kezébe kerültek, vagy egyszerűen megszűntek. A teljes kommunista hatalomátvételkor (1947. december 30.) már alig van magyar lap vidéken (Aradon, Kolozsváron, Marosvásárhelyen, Nagybányán, Nagyváradon, Nagykárolyban, Sepsiszentgyörgyön, Szatmárnémetiben, Székelyudvarhelyen, Temesváron, Zilahon). Az MNSZ lapjai közül a kolozsvári Világosság volt a leghosszabb életű, 1952 áprilisában szűnt meg.
Az intézményi és szaklapokat még jobban sújtották a gazdasági és politikai változások. 1947-ig még megjelenik az Erdélyi Múzeum, 1948-ig az EKE folyóirata, az Erdély, 1950-ig a Szövetség szövetkezeti központ három nagy múltú folyóirata: a Szövetkezeti Értesítő, a Szövetkezés és a Méhészeti Közlöny, az EMGE által kiadott Erdélyi Gazda. Az egyházi lapok közül, amelyeknek száma 1940–44 között 65 volt, s még az 1945–48 közötti időszakban is 23, mindössze 3 maradt: az unitárius Keresztény Magvető, a Református Szemle s 1952-ig a Máriaradnára internált ferencesek lapja, az Erdélyi Ferences Futár.
A szociáldemokrata pártnak a kommunista párttal való egyesülése az SZDP korábbi sajtókiadványainak megszűnését eredményezte. A szatmári Előre már 1947 júniusában, a kolozsvári Erdély és a nagyváradi Népakarat pedig közvetlenül az 1948. februári pártegyesítő kongresszus előtt jelent meg utoljára.
Az 1944 augusztusa utáni fordulat első két évében a kommunista baloldal csupán politikai orgánumai révén befolyásolhatta a művelődési életet, mivel Romániában nem léteztek még szaklapok, amelyek párthű szerkesztők irányítása alatt betölthették volna a feladatot. A politikai és művelődési szférák különválása 1946–47-ben következett be, ekkor olyan művelődési fórumok jöttek létre, amelyek közvetlenül tolmácsolhatták a baloldali eszmeiséget a művészetek és az irodalom terén is. Ennek a folyamatnak eredményeként indult 1946 júniusában a Gaál Gábor által szerkesztett Utunk (kezdetben a Romániai Magyar Írószövetség lapja), amely első éveiben még az alkotói pluralizmus szellemét képviselte, azonban az 1940-es évek végére, a kommunista rendszer megszilárdulásával a kötelezővé tett alkotási módszer, a szocialista realizmus műhelyévé vált. Mellette két – ritkán megjelenő – irodalmi folyóirat is próbálkozik: Kolozsváron az Irodalmi Almanach, Temesváron a Bánsági Írás; az előbbi 1953-ban, az utóbbi már 1952-ben megszűnik.
A Magyar Autonóm Tartomány létrehozását követően, 1953 nyarán Marosvásárhelyen indul s Hajdu Győző szerkesztésében 1989. decemberig jelenik meg az Igaz Szó című irodalmi folyóirat, amelynek létrehozásával a kommunista hatalom megpróbálta csökkenteni a kolozsvári Utunk köré szerveződő irodalmi csoportosulás szerepét. A folyóirat az évek során nagymértékben hozzájárult az aktuális politikai irányvonal terjesztéséhez és a pártos irodalom fenntartásához, másfelől viszont a magyar kultúra értékeinek közvetítésével s kiváló közönségszervezéssel erős vidéki olvasótábort mondhatott magáénak, s ugyanakkor érdeme volt az is, hogy felkarolt számos művészeti próbálkozást és kezdeményezést.
A sajtórendszer 1947 utáni átalakulásának egyik meghatározó tényezője az a törekvés, hogy minél több magyar lapot és intézményt helyezzenek át Bukarestbe. Ez egy általános központosítási vonalnak is része volt, de szerepet játszott az is, hogy ilyenformán a pártnak lehetősége volt a magyar nyelvű sajtó könnyebb és hatékonyabb ellenőrzésére. Így született meg már 1947. szeptember 1-jén az a központi orgánum, a Romániai Magyar Szó, amely aztán a központi pártlap, a Scânteia irányelvei szerint terjesztette a párt ideológiáját és közvetlen példaképként szolgált a helyi lapok számára. Főszerkesztője névlegesen Kacsó Sándor (1951-ig), felelős szerkesztője Robotos Imre volt, munkatársainak gárdája eleinte a párttal kapcsolatban álló újságírókból állt össze, majd idővel a fiatal nemzedék is helyet kapott. Az idők során a romániai írók majdnem mindegyike dolgozott hosszabb-rövidebb ideig a Romániai Magyar Szónál, így Bajor Andor, Beke György, Bodor Pál, Domokos Géza, Horváth Imre, Kovács György, Lőrinczi László, Majtényi Erik, Páll Árpád, Szász János, Szilágyi András, Szőcs István és Tomcsa Sándor.
A Romániai Magyar Szó szerepe kezdettől fogva a Scânteia által megjelentetett pártpropaganda magyar nyelvű terjesztése volt. Ezért a helyi újságokhoz képest nagyobb terjedelemben és részletesebben közölte a pártdokumentumokat, illetve tudósított a párt különböző szintű gyűléseiről, konferenciáiról és kongresszusairól. Az egész országra kiterjedően tájékoztatott a „szocialista építés eredményeiről”, mozgósított az aktuális politikai és gazdasági feladatok teljesítésére, leleplezte a nemzetközi imperializmus terjeszkedő, háborúra uszító és demokráciaellenes mesterkedéseit. A központi magyar lap elnevezése 1953-ban változik, ezután Előre név alatt jelenik meg egészen 1989-ig.
Bukarestben jelent meg az internacionalista pártpropagandát közvetlenül szolgáló Tartós békéért, népi demokráciáért, amelyet az 1947 őszén megalakított Kommunista és Munkáspártok Tájékoztató Irodája adott ki.
A központi politikai lapok mellett a hatalom ugyanakkor a különböző társadalmi rétegek és szakmai csoportok számára készült kiadványok közül is mind többet helyezett át a fővárosba. Így a fiatalságot tömörítő Ifjúmunkás Szövetség lapjaként Bukarestben jelenik meg 1948 tavaszától az Ifjúmunkás III. sorozata, az Országos Szakszervezeti Tanács kiadásában már 1946 januárjától a Szakszervezeti Élet, 1948. április 20-ától a Tanügyi Újság, 1948. július 1-jétől a Művelődési Útmutató, 1949 februárjától a Népsport, 1950 augusztusától a Könyvtárosok Tájékoztatója. Sőt 1951. július 8-ától Bukarestbe költöztetik a Falvak Dolgozó Népét is, elszakítva ezzel a lapot az erdélyi magyar parasztságtól, épp attól a közönségtől, amelynek számára készül, s attól a világtól, amelyből táplálkozik.
A második világháború után megjelenő kiadványok – bár nem egyforma mértékben és az időszakoktól is függően – kivétel nélkül a történelmi korszak bélyegét hordozták magukon. A romániai magyar sajtónak az 1950-es évek elejére alakult ki a kommunista időszakra jellemző szerkezete. A cenzúra intézményei természetesen megakadályozták, hogy a hivatalos ideológiával ellentétes tartalom jelenjen meg nyomtatásban. A magyar nyelvű hírlapoknak és folyóiratoknak csupán nagyon csekély mozgásterük maradt, hogy a valós problémákról szóljanak és hozzájáruljanak a romániai magyarság identitásának megőrzéséhez.
A kelet-európai kommunista rendszereket megrázó 1956-os események – a Sztálin halála után és különösen a XX. szovjet pártkongresszus légkörében megindult „olvadás”, majd a magyar forradalom – hatására a romániai pártvezetés engedmények megtételére kényszerült a sajtópolitika terén is, aminek eredményeként új magyar nyelvű kiadványok indulhattak. 1957 elején jelenik meg a Korunk új folyama Gáll Ernő szerkesztésében, mint világnézeti, társadalmi, tudományos és művelődési havi szemle. Ugyancsak Kolozsváron, Asztalos István szerkesztésében indul a Napsugár című gyermeklap, valamint a Román Tudományos Akadémia kolozsvári Nyelvtudományi Intézetének folyóirata, a Nyelv- és Irodalomtudományi Közlemények. Bukarestben újra kiadják a Szakszervezetek Központi Tanácsának lapja, az 1953-ban megszüntetett Szakszervezeti Élet utódjaként a Munkáséletet, és újraindul az ugyancsak 1953-ban megszüntetett Ifjúmunkás. Marosvásárhelyen Művészet címmel indul 1958-ban képes havi folyóirat, Sütő András szerkesztésében, amely következő évtől Új Élet név alatt folytatja megjelenését.
A Korunk új folyamának szerkesztői abban a hitben láttak munkához, hogy az 1955–56-ban elindult reformfolyamat keretében Romániában is érvényesíteni lehet az „új humanizmus” lehetőségeit. Azonban hamarosan kiderült, hogy a pártvezetés erőteljesen beavatkozik a lapterv készítésébe és a szerkesztőség összetételébe. Ilyen körülmények között a politika szférájában a Korunk teljes kiszolgáltatottságra volt ítélve. A kultúra terén viszont olyan típusú nyitást kíséreltek meg a szerkesztők, amely a kultúra és a művészetek széles skáláján a nemzeti értékekhez való kapcsolódást, a hazai magyar értékek felkarolását tette lehetővé, s ideológiai szinten a dogmatizmus enyhülésének szovjet példájával volt alátámasztható.

### 1965-1989 közt
Az 1960-as évek derekán új román ideológiai kurzus vette kezdetét, amely a Nyugat felé nyitás felmutatásával egy időben elutasította a proletár internacionalizmus elveit, és egyfajta nemzeti sztálinizmus kiteljesítésének útjára lépett. Annak ellenére, hogy a sajtó működésének feltételei átmenetileg enyhültek és a cenzúra módszerei veszítettek erőszakos jellegükből, a látszólagos enyhülés csupán a hatalom és társadalom közötti párbeszéd ideiglenes helyreállítását szolgálta. Nicolae Ceaușescu 1965-ös hatalomra kerülésével és egyfajta liberalizmus szimulálásával lehetővé vált az erdélyi magyarság szellemi mozgásterének részleges kiterjesztése is. Ebben az időszakban, amikor az egész romániai könyvkiadási rendszer átszervezésére is sor kerül (mint nemzetiségi kiadót alapítják meg a Kriterion Könyvkiadót), amikor elindulhat a román televízió magyar nyelvű adása, 1970. október 23-án Bukarestben megjelenik A Hét című bukaresti hetilap (alapító főszerkesztője Huszár Sándor); ugyanakkor – a két világháború közötti hagyományokat felelevenítve – számos magyar nyelvű diáklap is az 1960-as évek végétől (számuk az 1980-as évek végéig eléri az 58-at).
A magyar sajtókiadványok számának megduplázódásához ebben az időszakban az is hozzájárult, hogy Romániában 1968-ban területi-közigazgatási reformot hajtottak végre, s az újonnan kialakított, magyar többségű vagy jelentős számú magyarsággal rendelkező megyékben magyar nyelvű lapok indulhattak (Kovászna- és Hargita megyében a Megyei Tükör és a Hargita, Szatmárnémetiben a Dolgozó Nép helyét átvevő Szatmári Hírlap, Brassóban az Új Idő helyébe lépő Brassói Lapok).
Minden magyarok által nagyobb lélekszámban lakott megyében létezett ebben az időben egy magyar nyelvű napi- vagy hetilap, amely a magyarság számarányának függvényében 10 000–35 000-es példányszámban jelent meg, a bukaresti Előre központi pártlapot pedig 150 000 példányban terjesztették. Jordáky Lajos felmérése szerint 1971-ben Romániában 42 lap magyar nyelvű volt (nem számítva a ritkábban megjelenő és a kétnyelvű kiadványokat); ezek közül 29 élte túl a diktatúrát.
A kezdeti liberalizáció rövid időszaka után a pártvezetés 1971 nyarán közzétette az ideológia új irányvonalait tartalmazó júliusi téziseket, amelyek a kommunista propaganda és cenzúra szerves összefonódását, a politikai szempont megmerevedését eredményezték. Az 1974-es sajtótörvény egyértelműen meghatározta a sajtóintézmények működésének keretfeltételeit. E törvény értelmében a romániai sajtó a szocialista nemzet legfelsőbb érdekeit szolgálja, és ilyen minőségében folyamatosan munkálkodnia kell a Román Kommunista Párt politikájának megvalósításán. Ugyanakkor a „papírfogyasztás észszerűsítéséről” szóló 1974-es párthatározat következtében számos magyar nyelvű napilapot alakítottak át hetilappá (Vörös Lobogó, Szatmári Hírlap, Megyei Tükör, Hargita), a többi napilap számára pedig csökkentett oldalszámra elegendő papírmennyiséget utaltak ki. Bejelentés nélkül ekkor szűnik meg a könyvtárhálózat magyar nyelvű szaklapja, a Könyvtári Szemle és a marosvásárhelyi OGYI szakfolyóirata, az Orvosi Szemle. A magyar nyelvű diáklapok és üzemi lapok többsége is erre a sorsra jut.
1977-ben bejelentik az addig hivatalos cenzúrahivatalként működő Sajtóigazgatóság megszűnését. Ez azonban a gyakorlatban csak azt jelenti, hogy annak lektorai beépültek a különféle intézmények vezetőségébe, s így a korábban törvényekkel és belső határozatokkal szabályozott cenzúra helyett a felelősségből eredő félelem cenzúrája is működni kezd, ami sokkal hatékonyabbnak mutatkozott, mint a pontos utasítások szerint végrehajtott központosított ellenőrzés. Ezek a lektorok, bár formailag az illető szerkesztőségekhez, kiadókhoz tartoztak, valójában a Szocialista Művelődési és Nevelési Tanácsnak, valamint a pártbizottságok sajtóosztályainak az irányítása alatt álltak, s az utolsó szó jogával rendelkeztek a publikálást illetően. Tartalmilag a lapoknak kötelező módon közölniük kellett az előírt propagandaszövegeket (párthatározatokat, a pártfőtitkár-államfő beszédeit, stb.), amelyek esetenként teljes lapszámokat megtöltöttek. A magyar nyelvű sajtó ezzel a pártfőtitkár személyi kultuszának terjesztőjévé vált, és egyre kevesebb mozgástere maradt, hogy a valóságot tükrözze.
Az 1980-as évek elején megkezdődött a „pártvonalba” nem feltétlenül illeszkedő intézményvezetők leváltása, a velük való személyes leszámolás is: 1983 őszén mondvacsinált ürüggyel menesztették A Hét éléről Huszár Sándort és Horváth Andort, következő év őszén Gáll Ernő kényszerült távozásra a Korunktól, közben a Központi Bizottság kiküldött brigádjai hónapokon át tartó politikai vizsgálatokat folytattak a Korunk, majd a Kriterion Könyvkiadó ellen. Nem hivatalos fekete listák készülnek azokról a szerzőkről, akiknek írásait a lapok és a kiadók nem közölhetik, s ezeken nem csak az országból egyre nagyobb számban kitelepülő németek és magyarok szerepelnek (őnekik távozásuk után a nevüket sem lehet leírni), hanem olyan írók, kritikusok is, akiket a hatalom politikailag gyanúsnak ítél.
A homogén román nemzet létrehozásának ideológiája szellemében az 1980-as évektől a sajtónyilvánosság korlátozása kifejezetten kisebbségellenes formákat öltött. Német nyelvű társlapjával, a Volk und Kulturral együtt 1985 végén megszüntetik a Művelődés c. folyóiratot, helyettük egy ívnyi magyar ill. német nyelvű anyagot közöl a Cântarea României című propagandakiadvány. A nemzeti identitás lebontását célozta az az 1988-as párthatározat, amely megtiltotta a sajtóban a magyar helységnevek használatát. A nyilvánosság egyre fokozódó korlátozásának közepette a nyolcvanas években magyar nyelvű szamizdat kiadványok jelennek meg Erdélyben: 1982-ben az Ellenpontok, 1988-ban pedig a Kiáltó Szó. Az előbbi készítőit (Szőcs Géza költőt és társait) több hónapos kihallgatás és vizsgálati fogság után kiutasítják az országból, az utóbbi lap (szerkesztője Balázs Sándor egyetemi előadótanár) nyolc száma közül az utolsó a diktatúra bukásának küszöbén került az olvasók kezébe.